# Jan Štochl
Jan Štochl (* 3. Februar 1975 in Pilsen, Tschechoslowakei) ist ein tschechischer Handballspieler. Er ist 2,01 m groß.
Štochl, der für den tschechischen Verein Talent MAT Plzeň (Rückennr. 12) spielt und früher für die tschechische Nationalmannschaft auflief, ist Handballtorwart.
Jan Štochl begann in seiner Heimatstadt bei Kovopetrol Pilsen mit dem Handballspiel, wo er auch in der ersten tschechischen Liga debütierte. Dort gewann er 1998 sowie 1999 die tschechische Meisterschaft. 2002 wechselte er zu Dukla Prag, 2005 weiter zur Ahlener SG in die deutsche 2. Handball-Bundesliga. Dort erreichte er 2006 die Relegation zum Aufstieg in die 1. Bundesliga, scheiterte aber an Bayer Dormagen. Im Sommer 2009 wechselte Štochl zum Bergischer HC, mit dem er in der Saison 2011/12 in der Bundesliga antrat. 2013 wechselte er zum Zweitligisten HC Erlangen, mit dem ihm 2014 der Aufstieg in die 1. Bundesliga gelang. Seit dem Sommer 2016 steht er bei Talent MAT Plzeň unter Vertrag.
Jan Štochl hat 80 Länderspiele für die tschechische Nationalmannschaft bestritten. Mit Tschechien nahm er an den Europameisterschaften 1998, 2000 und 2002 sowie an der Handball-Weltmeisterschaft der Männer 1997 teil. Bei der Handball-Weltmeisterschaft der Männer 2007 in Deutschland stand er allerdings nicht mehr im Aufgebot.
Jans jüngerer Bruder Petr ist ebenfalls professioneller Handballtorwart und spielt derzeit bei den Füchsen Berlin.